# 패티 보이드
패티 보이드(Pattie Boyd, 1944년 3월 17일 ~ )는 잉글랜드의 모델, 사진가이다. 가수 조지 해리슨과 에릭 클랩튼의 첫 번째 부인이었다.